# Play-offs Nederlands voetbal 2011
In dit lemma worden de play-offs van het Nederlands voetbal in 2011 besproken.

## Play-offs voor de UEFA Europa League
Net als in de play-offs van 2010 speelden de nummers 5 t/m 8 van de Eredivisie om een ticket in de tweede voorronde van de Europa League 2011/12.

### Wedstrijdschema
|  | eerste ronde 19 en 22 mei  | eerste ronde 19 en 22 mei | eerste ronde 19 en 22 mei | eerste ronde 19 en 22 mei |  |                           | om ticket UEFA Europa League 26 en 29 mei | om ticket UEFA Europa League 26 en 29 mei | om ticket UEFA Europa League 26 en 29 mei | om ticket UEFA Europa League 26 en 29 mei |
|  |                            |                           |                           |                           |  |                           |                                           |                                           |                                           |                                           |
|  | Wedstrijd A                |                           |                           |                           |  |                           |                                           |                                           |                                           |                                           |
|  | Heracles Almelo            | 3                         | 1                         | 4                         |  |                           |                                           |                                           |                                           |                                           |
|  | FC Groningen (Uitdoelpunt) | 2                         | 2                         | 4                         |  |                           | Wedstrijd C                               | Wedstrijd C                               | Wedstrijd C                               | Wedstrijd C                               |
|  |                            |                           |                           |                           |  | ADO Den Haag (w.n.s. 3-4) | 5                                         | 1                                         | 6                                         |                                           |
|  | Wedstrijd B                | Wedstrijd B               | Wedstrijd B               | Wedstrijd B               |  | FC Groningen              | 1                                         | 5                                         | 6                                         |                                           |
|  | ADO Den Haag               | 4                         | 2                         | 6                         |  |                           |                                           |                                           |                                           |                                           |
|  | Roda JC Kerkrade           | 2                         | 1                         | 3                         |  |                           |                                           |                                           |                                           |                                           |

### Wedstrijd A
|                               |                                |         |                                           |                                                                              |
| Wedstrijd 1 19 mei 2011 20:45 | Heracles Almelo                | 3 – 2   | FC Groningen                              | Stadion: Polman Stadion, Almelo Toeschouwers: 8.113 Scheidsrechter: Wegereef |
| Wedstrijd 1 19 mei 2011 20:45 | Armenteros 6', 56' Douglas 15' | Verslag | 17' Ivens 57' Bacuna 27', 86' Kieftenbeld | Stadion: Polman Stadion, Almelo Toeschouwers: 8.113 Scheidsrechter: Wegereef |
| Wedstrijd 1 19 mei 2011 20:45 |                                |         |                                           | Stadion: Polman Stadion, Almelo Toeschouwers: 8.113 Scheidsrechter: Wegereef |
| Wedstrijd 1 19 mei 2011 20:45 |                                |         |                                           | Stadion: Polman Stadion, Almelo Toeschouwers: 8.113 Scheidsrechter: Wegereef |
|                               |                                |         |                                           |                                                                              |

|                               |                                          |         |                 |                                                                              |
| Wedstrijd 2 22 mei 2011 14:30 | FC Groningen                             | 2 – 1   | Heracles Almelo | Stadion: Euroborg, Groningen Toeschouwers: 16.059 Scheidsrechter: van Boekel |
| Wedstrijd 2 22 mei 2011 14:30 | Andersson 29' Ajilore 47' Sparv 28', 76' | Verslag | 87' Plet        | Stadion: Euroborg, Groningen Toeschouwers: 16.059 Scheidsrechter: van Boekel |
| Wedstrijd 2 22 mei 2011 14:30 |                                          |         |                 | Stadion: Euroborg, Groningen Toeschouwers: 16.059 Scheidsrechter: van Boekel |
| Wedstrijd 2 22 mei 2011 14:30 |                                          |         |                 | Stadion: Euroborg, Groningen Toeschouwers: 16.059 Scheidsrechter: van Boekel |
|                               |                                          |         |                 |                                                                              |

### Wedstrijd B
|                               |                                                  |         |                        |                                                                                 |
| Wedstrijd 1 19 mei 2011 20:45 | ADO Den Haag                                     | 4 – 2   | Roda JC Kerkrade       | Stadion: Kyocera Stadion, Den Haag Toeschouwers: 10.096 Scheidsrechter: Nijhuis |
| Wedstrijd 1 19 mei 2011 20:45 | Immers 3' Kubík 14' Boelykin 23' 45' Vicento 41' | Verslag | 27' Skoubo 78' Meulens | Stadion: Kyocera Stadion, Den Haag Toeschouwers: 10.096 Scheidsrechter: Nijhuis |
| Wedstrijd 1 19 mei 2011 20:45 |                                                  |         |                        | Stadion: Kyocera Stadion, Den Haag Toeschouwers: 10.096 Scheidsrechter: Nijhuis |
| Wedstrijd 1 19 mei 2011 20:45 |                                                  |         |                        | Stadion: Kyocera Stadion, Den Haag Toeschouwers: 10.096 Scheidsrechter: Nijhuis |
|                               |                                                  |         |                        |                                                                                 |

|                               |                  |         |                          |                                                                                            |
| Wedstrijd 2 22 mei 2011 12:30 | Roda JC Kerkrade | 1 – 2   | ADO Den Haag             | Stadion: Parkstad Limburg Stadion, Kerkrade Toeschouwers: 13.900 Scheidsrechter: Braamhaar |
| Wedstrijd 2 22 mei 2011 12:30 | Skoubo 14'       | Verslag | 31' M. Piqué 79' Verhoek | Stadion: Parkstad Limburg Stadion, Kerkrade Toeschouwers: 13.900 Scheidsrechter: Braamhaar |
| Wedstrijd 2 22 mei 2011 12:30 |                  |         |                          | Stadion: Parkstad Limburg Stadion, Kerkrade Toeschouwers: 13.900 Scheidsrechter: Braamhaar |
| Wedstrijd 2 22 mei 2011 12:30 |                  |         |                          | Stadion: Parkstad Limburg Stadion, Kerkrade Toeschouwers: 13.900 Scheidsrechter: Braamhaar |
|                               |                  |         |                          |                                                                                            |

### Wedstrijd C
|                               |                                                |         |              |                                                                              |
| Wedstrijd 1 26 mei 2011 20:00 | ADO Den Haag                                   | 5 – 1   | FC Groningen | Stadion: Kyocera Stadion, Den Haag Toeschouwers: 12.564 Scheidsrechter: Vink |
| Wedstrijd 1 26 mei 2011 20:00 | Toornstra 21', 53', 72' Immers 67' Leeuwin 84' | Verslag | 64' Ivens    | Stadion: Kyocera Stadion, Den Haag Toeschouwers: 12.564 Scheidsrechter: Vink |
| Wedstrijd 1 26 mei 2011 20:00 |                                                |         |              | Stadion: Kyocera Stadion, Den Haag Toeschouwers: 12.564 Scheidsrechter: Vink |
| Wedstrijd 1 26 mei 2011 20:00 |                                                |         |              | Stadion: Kyocera Stadion, Den Haag Toeschouwers: 12.564 Scheidsrechter: Vink |
|                               |                                                |         |              |                                                                              |

|                               |                                                     |                |                         |                                                                           |
| Wedstrijd 2 29 mei 2011 12:30 | FC Groningen                                        | 5 - 1 ns (3-4) | ADO Den Haag            | Stadion: Euroborg, Groningen Toeschouwers: 19.526 Scheidsrechter: Kuipers |
| Wedstrijd 2 29 mei 2011 12:30 | Matavž 24', 89' (pen.) van Dijk 50', 59' Bacuna 57' | Verslag        | 37' Immers 88' M. Piqué | Stadion: Euroborg, Groningen Toeschouwers: 19.526 Scheidsrechter: Kuipers |
| Wedstrijd 2 29 mei 2011 12:30 |                                                     |                |                         | Stadion: Euroborg, Groningen Toeschouwers: 19.526 Scheidsrechter: Kuipers |
| Wedstrijd 2 29 mei 2011 12:30 |                                                     |                |                         | Stadion: Euroborg, Groningen Toeschouwers: 19.526 Scheidsrechter: Kuipers |
|                               |                                                     |                |                         |                                                                           |

## Play-offs om promotie/degradatie
In de periode van 10 t/m 29 mei werden de play-offs om promotie/degradatie tussen de Eerste divisie en de Eredivisie gespeeld. De play-offs werden gespeeld door de nummers 16 en 17 van de Eredivisie 2010/11, aangevuld met acht teams uit de Eerste divisie 2010/11. De nummer 18 van de Eredivisie (Willem II) degradeerde direct, en de kampioen van de Eerste divisie (RKC Waalwijk) promoveerde direct. Doordat de kampioen ook een periodetitel behaald had, waren de acht deelnemende clubs uit de Eerste divisie de drie overige periodekampioenen aangevuld met de vijf hoogste teams op de ranglijst zonder periodetitel.
De periodekampioenen zijn FC Zwolle (1e periode; JL2), FC Volendam (2e periode; JL6), MVV Maastricht (3e periode; PK3) en RKC Waalwijk (4e periode).
De nummers 3, 4, 5, 7 en 8, respectievelijk Helmond Sport, BV Veendam, SC Cambuur, Go Ahead Eagles en FC Den Bosch, waren de overige deelnemers uit de Eerste divisie. Uit de Eredivisie namen Excelsior (E16) en VVV-Venlo (E17) deel.
De teams uit de Eerste divisie kregen een classificatie mee op basis van de eindstand van de ranglijst. Zo werd het team dat als tweede eindigde aangeduid met JL2, de nummer 3 met JL3 tot en met JL8 voor het team op plaats 8. MVV Maastricht kreeg als periodekampioen de aanduiding PK3 mee. PK3, JL6, JL7 en JL8 speelden de eerste ronde, de deelnemers uit de Eredivisie (E16 en E17) en JL2 t/m JL5 stromen in de tweede ronde in. Er werd in een knock-outsysteem gespeeld, waarbij het resultaat over twee wedstrijden (uit en thuis) bepaalde welk team door zou gaan. Indien dit resultaat gelijk was, zal het team met de meest gescoorde uitdoelpunten doorgaan. Zou ook dit na twee keer 90 minuten geheel gelijk zijn, dan volgde er verlenging en eventueel strafschoppen. Het team met de hoogste classificatie speelde de tweede wedstrijd thuis.

### Wedstrijdschema
|  | eerste ronde 10 en 13 mei | eerste ronde 10 en 13 mei | eerste ronde 10 en 13 mei | eerste ronde 10 en 13 mei | eerste ronde 10 en 13 mei |   |   | tweede ronde 19 en 22 mei | tweede ronde 19 en 22 mei | tweede ronde 19 en 22 mei | tweede ronde 19 en 22 mei | tweede ronde 19 en 22 mei |   |           | derde ronde 26 en 29 mei | derde ronde 26 en 29 mei | derde ronde 26 en 29 mei | derde ronde 26 en 29 mei | derde ronde 26 en 29 mei |
|  |                           |                           |                           |                           |                           |   |   |                           |                           |                           |                           |                           |   |           |                          |                          |                          |                          |                          |
|  |                           |                           |                           |                           |                           |   |   |                           |                           |                           |                           |                           |   |           |                          |                          |                          |                          |                          |
|  |                           | A                         | FC Volendam               | 1                         | 0                         | 1 |   |                           |                           |                           |                           |                           |   |           |                          |                          |                          |                          |                          |
|  |                           |                           |                           |                           |                           | 1 |   |                           |                           |                           |                           |                           |   |           |                          |                          |                          |                          |                          |
|  |                           |                           | E17                       | VVV-Venlo                 | 2                         | 2 | 4 |                           |                           |                           |                           |                           |   |           |                          |                          |                          |                          |                          |
|  | PK3                       | MVV Maastricht            | E17                       | VVV-Venlo                 | 2                         | 2 | 4 | 2                         | 0                         | 2                         |                           |                           |   |           |                          |                          |                          |                          |                          |
|  | PK3                       | MVV Maastricht            |                           |                           |                           |   |   | 2                         | 0                         | 2                         |                           |                           |   |           |                          |                          |                          |                          |                          |
|  | JL6                       | FC Volendam               | 3                         | 2                         | 5                         |   |   |                           |                           |                           |                           |                           |   |           |                          |                          |                          |                          |                          |
|  | JL6                       | FC Volendam               | 3                         | 2                         | 5                         |   |   |                           |                           |                           |                           |                           | D | FC Zwolle | 1                        | 2                        | 3                        |                          |                          |
|  |                           |                           |                           |                           |                           |   |   |                           |                           |                           |                           |                           | D | FC Zwolle | 1                        | 2                        | 3                        |                          |                          |
|  |                           | C                         | VVV-Venlo                 | 2                         | 2                         | 4 |   |                           |                           |                           |                           |                           |   |           |                          |                          |                          |                          |                          |
|  |                           |                           |                           |                           |                           |   |   |                           |                           |                           |                           |                           |   |           |                          |                          |                          |                          |                          |
|  |                           |                           |                           |                           |                           |   |   |                           |                           |                           |                           |                           |   |           |                          |                          |                          |                          |                          |
|  |                           |                           |                           |                           |                           |   |   |                           |                           |                           |                           |                           |   |           |                          |                          |                          |                          |                          |
|  |                           | JL5                       | SC Cambuur                | 2                         | 1                         | 3 |   |                           |                           |                           |                           |                           |   |           |                          |                          |                          |                          |                          |
|  |                           |                           |                           |                           |                           | 3 |   |                           |                           |                           |                           |                           |   |           |                          |                          |                          |                          |                          |
|  |                           |                           | JL2                       | FC Zwolle (w.n.s. 7-6)    | 1                         | 2 | 3 |                           |                           |                           |                           |                           |   |           |                          |                          |                          |                          |                          |
|  |                           |                           | JL2                       | FC Zwolle (w.n.s. 7-6)    | 1                         | 2 | 3 |                           |                           |                           |                           |                           |   |           |                          |                          |                          |                          |                          |
|  |                           |                           |                           |                           |                           |   |   |                           |                           |                           |                           |                           |   |           |                          |                          |                          |                          |                          |

|  | eerste ronde 10 en 13 mei | eerste ronde 10 en 13 mei | eerste ronde 10 en 13 mei | eerste ronde 10 en 13 mei | eerste ronde 10 en 13 mei |   |   | tweede ronde 19 en 22 mei | tweede ronde 19 en 22 mei | tweede ronde 19 en 22 mei | tweede ronde 19 en 22 mei | tweede ronde 19 en 22 mei |  |  | derde ronde 26 en 29 mei | derde ronde 26 en 29 mei | derde ronde 26 en 29 mei | derde ronde 26 en 29 mei | derde ronde 26 en 29 mei |
|  |                           |                           |                           |                           |                           |   |   |                           |                           |                           |                           |                           |  |  |                          |                          |                          |                          |                          |
|  |                           |                           |                           |                           |                           |   |   |                           |                           |                           |                           |                           |  |  |                          |                          |                          |                          |                          |
|  |                           | JL4                       | BV Veendam                | 3                         | 0                         | 3 |   |                           |                           |                           |                           |                           |  |  |                          |                          |                          |                          |                          |
|  |                           |                           |                           |                           |                           | 3 |   |                           |                           |                           |                           |                           |  |  |                          |                          |                          |                          |                          |
|  |                           |                           | JL3                       | Helmond Sport             | 3                         | 1 | 4 |                           |                           |                           |                           |                           |  |  |                          |                          |                          |                          |                          |
|  |                           |                           | JL3                       | Helmond Sport             | 3                         | 1 | 4 |                           |                           |                           |                           |                           |  |  |                          |                          |                          |                          |                          |
|  |                           |                           |                           |                           |                           |   |   |                           |                           |                           |                           |                           |  |  |                          |                          |                          |                          |                          |
|  |                           |                           |                           |                           |                           |   |   |                           |                           |                           |                           |                           |  |  |                          |                          |                          |                          |                          |
|  |                           |                           |                           |                           |                           |   |   | E                         | Helmond Sport             | 1                         | 2                         | 3                         |  |  |                          |                          |                          |                          |                          |
|  |                           |                           |                           |                           |                           |   |   |                           |                           |                           |                           |                           |  |  |                          |                          |                          |                          |                          |
|  |                           | F                         | Excelsior                 | 5                         | 4                         | 9 |   |                           |                           |                           |                           |                           |  |  |                          |                          |                          |                          |                          |
|  | JL8                       | FC Den Bosch              | 1                         | 2                         | 3                         |   |   |                           |                           |                           |                           |                           |  |  |                          |                          |                          |                          |                          |
|  | JL8                       | FC Den Bosch              | 1                         | 2                         | 3                         |   |   |                           |                           |                           |                           |                           |  |  |                          |                          |                          |                          |                          |
|  | JL7                       | Go Ahead Eagles           | 0                         | 1                         | 1                         |   |   |                           |                           |                           |                           |                           |  |  |                          |                          |                          |                          |                          |
|  | JL7                       | Go Ahead Eagles           | 0                         | 1                         | 1                         |   | B | FC Den Bosch              | 3                         | 1                         | 4                         |                           |  |  |                          |                          |                          |                          |                          |
|  |                           |                           |                           |                           |                           |   | B | FC Den Bosch              | 3                         | 1                         | 4                         |                           |  |  |                          |                          |                          |                          |                          |
|  |                           |                           | E16                       | Excelsior                 | 3                         | 3 | 6 |                           |                           |                           |                           |                           |  |  |                          |                          |                          |                          |                          |
|  |                           |                           | E16                       | Excelsior                 | 3                         | 3 | 6 |                           |                           |                           |                           |                           |  |  |                          |                          |                          |                          |                          |
|  |                           |                           |                           |                           |                           |   |   |                           |                           |                           |                           |                           |  |  |                          |                          |                          |                          |                          |

De winnaars van de derde ronde promoveerden naar of bleven in de Eredivisie. De rest bleef in of degradeerde naar de Eerste divisie.

### Eerste ronde

#### Wedstrijd A
|                               |                        |         |                              |                                                                           |
| Wedstrijd 1 10 mei 2011 20:00 | MVV                    | 2 – 3   | FC Volendam                  | Stadion: Geusselt, Maastricht Toeschouwers: 6.085 Scheidsrechter: Kuipers |
| Wedstrijd 1 10 mei 2011 20:00 | Dosunmu 33' Esajas 87' | Verslag | 47', 62' Platje 90' Van Dijk | Stadion: Geusselt, Maastricht Toeschouwers: 6.085 Scheidsrechter: Kuipers |
| Wedstrijd 1 10 mei 2011 20:00 |                        |         |                              | Stadion: Geusselt, Maastricht Toeschouwers: 6.085 Scheidsrechter: Kuipers |
| Wedstrijd 1 10 mei 2011 20:00 |                        |         |                              | Stadion: Geusselt, Maastricht Toeschouwers: 6.085 Scheidsrechter: Kuipers |
|                               |                        |         |                              |                                                                           |

|                               |                 |         |     |                                                                                |
| Wedstrijd 2 13 mei 2011 20:00 | FC Volendam     | 2 – 0   | MVV | Stadion: Kras Stadion, Volendam Toeschouwers: 2.545 Scheidsrechter: Van Sichem |
| Wedstrijd 2 13 mei 2011 20:00 | Platje 68', 77' | Verslag |     | Stadion: Kras Stadion, Volendam Toeschouwers: 2.545 Scheidsrechter: Van Sichem |
| Wedstrijd 2 13 mei 2011 20:00 |                 |         |     | Stadion: Kras Stadion, Volendam Toeschouwers: 2.545 Scheidsrechter: Van Sichem |
| Wedstrijd 2 13 mei 2011 20:00 |                 |         |     | Stadion: Kras Stadion, Volendam Toeschouwers: 2.545 Scheidsrechter: Van Sichem |
|                               |                 |         |     |                                                                                |

- MVV blijft in de Eerste divisie.

#### Wedstrijd B
|                               |                   |         |                 |                                                                                           |
| Wedstrijd 1 10 mei 2011 20:00 | FC Den Bosch      | 1 – 0   | Go Ahead Eagles | Stadion: Stadion De Vliert, 's-Hertogenbosch Toeschouwers: 3.748 Scheidsrechter: Makkelie |
| Wedstrijd 1 10 mei 2011 20:00 | Droste 77' (e.d.) | Verslag |                 | Stadion: Stadion De Vliert, 's-Hertogenbosch Toeschouwers: 3.748 Scheidsrechter: Makkelie |
| Wedstrijd 1 10 mei 2011 20:00 |                   |         |                 | Stadion: Stadion De Vliert, 's-Hertogenbosch Toeschouwers: 3.748 Scheidsrechter: Makkelie |
| Wedstrijd 1 10 mei 2011 20:00 |                   |         |                 | Stadion: Stadion De Vliert, 's-Hertogenbosch Toeschouwers: 3.748 Scheidsrechter: Makkelie |
|                               |                   |         |                 |                                                                                           |

|                               |                 |         |                          |                                                                                   |
| Wedstrijd 2 13 mei 2011 20:00 | Go Ahead Eagles | 1 – 2   | FC Den Bosch             | Stadion: De Adelaarshorst, Deventer Toeschouwers: 5.021 Scheidsrechter: Gözübüyük |
| Wedstrijd 2 13 mei 2011 20:00 | Pedro 68'       | Verslag | 31' Van Moorsel 57' Bakx | Stadion: De Adelaarshorst, Deventer Toeschouwers: 5.021 Scheidsrechter: Gözübüyük |
| Wedstrijd 2 13 mei 2011 20:00 |                 |         |                          | Stadion: De Adelaarshorst, Deventer Toeschouwers: 5.021 Scheidsrechter: Gözübüyük |
| Wedstrijd 2 13 mei 2011 20:00 |                 |         |                          | Stadion: De Adelaarshorst, Deventer Toeschouwers: 5.021 Scheidsrechter: Gözübüyük |
|                               |                 |         |                          |                                                                                   |

- Go Ahead Eagles blijft in de Eerste divisie.

### Tweede ronde

#### Wedstrijd C
|                               |             |         |                     |                                                                              |
| Wedstrijd 1 19 mei 2011 18:45 | FC Volendam | 1 – 2   | VVV-Venlo           | Stadion: Kras Stadion, Volendam Toeschouwers: 3.122 Scheidsrechter: Liesveld |
| Wedstrijd 1 19 mei 2011 18:45 | Platje 69'  | Verslag | 42' Cullen 89' Musa | Stadion: Kras Stadion, Volendam Toeschouwers: 3.122 Scheidsrechter: Liesveld |
| Wedstrijd 1 19 mei 2011 18:45 |             |         |                     | Stadion: Kras Stadion, Volendam Toeschouwers: 3.122 Scheidsrechter: Liesveld |
| Wedstrijd 1 19 mei 2011 18:45 |             |         |                     | Stadion: Kras Stadion, Volendam Toeschouwers: 3.122 Scheidsrechter: Liesveld |
|                               |             |         |                     |                                                                              |

|                               |                       |         |             |                                                                                         |
| Wedstrijd 2 22 mei 2011 14:30 | VVV-Venlo             | 2 – 0   | FC Volendam | Stadion: Seacon Stadion - De Koel -, Venlo Toeschouwers: 5.500 Scheidsrechter: Makkelie |
| Wedstrijd 2 22 mei 2011 14:30 | Cullen 6' Boymans 64' | Verslag |             | Stadion: Seacon Stadion - De Koel -, Venlo Toeschouwers: 5.500 Scheidsrechter: Makkelie |
| Wedstrijd 2 22 mei 2011 14:30 |                       |         |             | Stadion: Seacon Stadion - De Koel -, Venlo Toeschouwers: 5.500 Scheidsrechter: Makkelie |
| Wedstrijd 2 22 mei 2011 14:30 |                       |         |             | Stadion: Seacon Stadion - De Koel -, Venlo Toeschouwers: 5.500 Scheidsrechter: Makkelie |
|                               |                       |         |             |                                                                                         |

- FC Volendam blijft in de Eerste divisie.

#### Wedstrijd D
|                               |                   |         |              |                                                                                    |
| Wedstrijd 1 19 mei 2011 20:00 | SC Cambuur        | 2 – 1   | FC Zwolle    | Stadion: Cambuurstadion, Leeuwarden Toeschouwers: 8.330 Scheidsrechter: Van Hulten |
| Wedstrijd 1 19 mei 2011 20:00 | De Vries 60', 89' | Verslag | 52' Schreurs | Stadion: Cambuurstadion, Leeuwarden Toeschouwers: 8.330 Scheidsrechter: Van Hulten |
| Wedstrijd 1 19 mei 2011 20:00 |                   |         |              | Stadion: Cambuurstadion, Leeuwarden Toeschouwers: 8.330 Scheidsrechter: Van Hulten |
| Wedstrijd 1 19 mei 2011 20:00 |                   |         |              | Stadion: Cambuurstadion, Leeuwarden Toeschouwers: 8.330 Scheidsrechter: Van Hulten |
|                               |                   |         |              |                                                                                    |

|                               |                                |                |              |                                                                                 |
| Wedstrijd 2 22 mei 2011 14:30 | FC Zwolle                      | 2 – 1 ns (7-6) | SC Cambuur   | Stadion: IJsseldeltastadion, Zwolle Toeschouwers: 7.340 Scheidsrechter: Kuipers |
| Wedstrijd 2 22 mei 2011 14:30 | Van der Haar 67' Wildschut 90' | Verslag        | 13' De Vries | Stadion: IJsseldeltastadion, Zwolle Toeschouwers: 7.340 Scheidsrechter: Kuipers |
| Wedstrijd 2 22 mei 2011 14:30 |                                |                |              | Stadion: IJsseldeltastadion, Zwolle Toeschouwers: 7.340 Scheidsrechter: Kuipers |
| Wedstrijd 2 22 mei 2011 14:30 |                                |                |              | Stadion: IJsseldeltastadion, Zwolle Toeschouwers: 7.340 Scheidsrechter: Kuipers |
|                               |                                |                |              |                                                                                 |

- MVV Maastricht blijft in de Eerste divisie.

#### Wedstrijd E
|                               |                                                |         |                                                               |                                                                              |
| Wedstrijd 1 19 mei 2011 20:00 | BV Veendam                                     | 3 – 3   | Helmond Sport                                                 | Stadion: De Langeleegte, Veendam Toeschouwers: 4.388 Scheidsrechter: Janssen |
| Wedstrijd 1 19 mei 2011 20:00 | Kolder 1' De Leeuw 11' Jansen 42' De Leeuw 48' | Verslag | 61' (e.d.) Čmovš 67' Guijo-Velasco 74' M. Veldmate 79' Esajas | Stadion: De Langeleegte, Veendam Toeschouwers: 4.388 Scheidsrechter: Janssen |
| Wedstrijd 1 19 mei 2011 20:00 |                                                |         |                                                               | Stadion: De Langeleegte, Veendam Toeschouwers: 4.388 Scheidsrechter: Janssen |
| Wedstrijd 1 19 mei 2011 20:00 |                                                |         |                                                               | Stadion: De Langeleegte, Veendam Toeschouwers: 4.388 Scheidsrechter: Janssen |
|                               |                                                |         |                                                               |                                                                              |

|                               |                 |         |            |                                                                                  |
| Wedstrijd 2 22 mei 2011 14:30 | Helmond Sport   | 1 – 0   | BV Veendam | Stadion: Lavans Stadion, Helmond Toeschouwers: 4.098 Scheidsrechter: Wiedemeijer |
| Wedstrijd 2 22 mei 2011 14:30 | M. Veldmate 73' | Verslag |            | Stadion: Lavans Stadion, Helmond Toeschouwers: 4.098 Scheidsrechter: Wiedemeijer |
| Wedstrijd 2 22 mei 2011 14:30 |                 |         |            | Stadion: Lavans Stadion, Helmond Toeschouwers: 4.098 Scheidsrechter: Wiedemeijer |
| Wedstrijd 2 22 mei 2011 14:30 |                 |         |            | Stadion: Lavans Stadion, Helmond Toeschouwers: 4.098 Scheidsrechter: Wiedemeijer |
|                               |                 |         |            |                                                                                  |

- BV Veendam blijft in de Eerste divisie.

#### Wedstrijd F
|                               |                                 |         |                               |                                                                                       |
| Wedstrijd 1 19 mei 2011 18:45 | FC Den Bosch                    | 3 – 3   | Excelsior                     | Stadion: Stadion De Vliert, 's-Hertogenbosch Toeschouwers: 5.033 Scheidsrechter: Vink |
| Wedstrijd 1 19 mei 2011 18:45 | Van Moorsel 25', 51' Peters 48' | Verslag | 41' Bergkamp 83', 84' Vincken | Stadion: Stadion De Vliert, 's-Hertogenbosch Toeschouwers: 5.033 Scheidsrechter: Vink |
| Wedstrijd 1 19 mei 2011 18:45 |                                 |         |                               | Stadion: Stadion De Vliert, 's-Hertogenbosch Toeschouwers: 5.033 Scheidsrechter: Vink |
| Wedstrijd 1 19 mei 2011 18:45 |                                 |         |                               | Stadion: Stadion De Vliert, 's-Hertogenbosch Toeschouwers: 5.033 Scheidsrechter: Vink |
|                               |                                 |         |                               |                                                                                       |

|                               |                                              |         |                            |                                                                                 |
| Wedstrijd 2 22 mei 2011 16:30 | Excelsior                                    | 3 – 1   | FC Den Bosch               | Stadion: Stadion Woudestein, Rotterdam Toeschouwers: 3.186 Scheidsrechter: Blom |
| Wedstrijd 2 22 mei 2011 16:30 | Roorda 19' Koolwijk 85' (pen.) Bovenberg 88' | Verslag | 74' Vorthoren 84' Hofstede | Stadion: Stadion Woudestein, Rotterdam Toeschouwers: 3.186 Scheidsrechter: Blom |
| Wedstrijd 2 22 mei 2011 16:30 |                                              |         |                            | Stadion: Stadion Woudestein, Rotterdam Toeschouwers: 3.186 Scheidsrechter: Blom |
| Wedstrijd 2 22 mei 2011 16:30 |                                              |         |                            | Stadion: Stadion Woudestein, Rotterdam Toeschouwers: 3.186 Scheidsrechter: Blom |
|                               |                                              |         |                            |                                                                                 |

- FC Den Bosch blijft in de Eerste divisie.

### Derde ronde

#### Wedstrijd G
|                               |                 |         |                               |                                                                                     |
| Wedstrijd 1 26 mei 2011 20:00 | FC Zwolle       | 1 – 2   | VVV-Venlo                     | Stadion: IJsseldeltastadion, Zwolle Toeschouwers: 8.305 Scheidsrechter: Wiedemeijer |
| Wedstrijd 1 26 mei 2011 20:00 | Slot 88' (pen.) | Verslag | 70', 79' Uchebo 90+5' Leemans | Stadion: IJsseldeltastadion, Zwolle Toeschouwers: 8.305 Scheidsrechter: Wiedemeijer |
| Wedstrijd 1 26 mei 2011 20:00 |                 |         |                               | Stadion: IJsseldeltastadion, Zwolle Toeschouwers: 8.305 Scheidsrechter: Wiedemeijer |
| Wedstrijd 1 26 mei 2011 20:00 |                 |         |                               | Stadion: IJsseldeltastadion, Zwolle Toeschouwers: 8.305 Scheidsrechter: Wiedemeijer |
|                               |                 |         |                               |                                                                                     |

|                               |                                                       |         |                           |                                                                                          |
| Wedstrijd 2 29 mei 2011 16:30 | VVV-Venlo                                             | 2 – 2   | FC Zwolle                 | Stadion: Seacon Stadion - De Koel -, Venlo Toeschouwers: 7.800 Scheidsrechter: Braamhaar |
| Wedstrijd 2 29 mei 2011 16:30 | Tóth 45' (pen.) Tóth 56', 67' Musa 87' Timisela 90+2' | Verslag | 25' (pen.) Ars 59' Maachi | Stadion: Seacon Stadion - De Koel -, Venlo Toeschouwers: 7.800 Scheidsrechter: Braamhaar |
| Wedstrijd 2 29 mei 2011 16:30 |                                                       |         |                           | Stadion: Seacon Stadion - De Koel -, Venlo Toeschouwers: 7.800 Scheidsrechter: Braamhaar |
| Wedstrijd 2 29 mei 2011 16:30 |                                                       |         |                           | Stadion: Seacon Stadion - De Koel -, Venlo Toeschouwers: 7.800 Scheidsrechter: Braamhaar |
|                               |                                                       |         |                           |                                                                                          |

- VVV-Venlo blijft in de Eredivisie.
- FC Zwolle blijft in de Eerste divisie.

#### Wedstrijd H
|                               |                              |         |                                                                           |                                                                                 |
| Wedstrijd 1 26 mei 2011 20:00 | Helmond Sport                | 1 – 5   | Excelsior                                                                 | Stadion: Lavans Stadion, Helmond Toeschouwers: 4.142 Scheidsrechter: Van Boekel |
| Wedstrijd 1 26 mei 2011 20:00 | Haastrup 28', 52' Joppen 89' | Verslag | 4' Bergkamp 53' (pen.) Koolwijk 66' Fernandez 71' Wattamaleo 83' De Graaf | Stadion: Lavans Stadion, Helmond Toeschouwers: 4.142 Scheidsrechter: Van Boekel |
| Wedstrijd 1 26 mei 2011 20:00 |                              |         |                                                                           | Stadion: Lavans Stadion, Helmond Toeschouwers: 4.142 Scheidsrechter: Van Boekel |
| Wedstrijd 1 26 mei 2011 20:00 |                              |         |                                                                           | Stadion: Lavans Stadion, Helmond Toeschouwers: 4.142 Scheidsrechter: Van Boekel |
|                               |                              |         |                                                                           |                                                                                 |

|                               |                                       |         |                            |                                                                                     |
| Wedstrijd 2 29 mei 2011 14:30 | Excelsior                             | 4 – 2   | Helmond Sport              | Stadion: Stadion Woudestein, Rotterdam Toeschouwers: 3.361 Scheidsrechter: Wegereef |
| Wedstrijd 2 29 mei 2011 14:30 | Bovenberg 44', 60' Fernandez 58', 71' | Verslag | 11' Van Leerdam 24' Höcher | Stadion: Stadion Woudestein, Rotterdam Toeschouwers: 3.361 Scheidsrechter: Wegereef |
| Wedstrijd 2 29 mei 2011 14:30 |                                       |         |                            | Stadion: Stadion Woudestein, Rotterdam Toeschouwers: 3.361 Scheidsrechter: Wegereef |
| Wedstrijd 2 29 mei 2011 14:30 |                                       |         |                            | Stadion: Stadion Woudestein, Rotterdam Toeschouwers: 3.361 Scheidsrechter: Wegereef |
|                               |                                       |         |                            |                                                                                     |

- Excelsior blijft in de Eredivisie.
- Helmond Sport blijft in de Eerste divisie.

## Promotie/degradatie tussen Topklasse en Eerste divisie
Zowel de Zondag- als de Zaterdagtopklasse leverden een kampioen op. Deze speelden een play-off om het Nederlands Kampioenschap Amateurvoetbal. De winnaar van deze play-off mocht zichzelf Nederlands Kampioen Amateurvoetbal noemen en had recht op promotie naar de Eerste divisie. Als deze hiervan af zou zien, mocht de verliezer promoveren. De nummer laatst van de Eerste divisie 2010/11 degradeerde, tenzij beide deelnemers aan de play-offs afzagen van promotie.
De kampioen van de zaterdagtopklasse V.V. IJsselmeervogels versloeg eind mei de kampioen van de zondagtopklasse FC Oss, maar had al aangegeven bij winst niet te willen promoveren. FC Oss was dus voorafgaand aan de tweekamp al zeker van de terugkeer in de Eerste divisie. Almere City FC werd 18e en laatste in die Eerste divisie en degradeerde naar de Topklasse, maar door het faillissement van RBC Roosendaal na afloop van het seizoen bleef Almere City toch in de Eerste divisie.
|                               |                      |       |                             |                                                                                |
| Wedstrijd 1 21 mei 2011 14:30 | FC Oss               | 0 – 2 | IJsselmeervogels            | Stadion: Frans Heesenstadion, Oss Toeschouwers: 2.500 Scheidsrechter: D'Onorio |
| Wedstrijd 1 21 mei 2011 14:30 | Van de Sande 0', 85' |       | 57' Krimp 85' (pen.) Peters | Stadion: Frans Heesenstadion, Oss Toeschouwers: 2.500 Scheidsrechter: D'Onorio |
| Wedstrijd 1 21 mei 2011 14:30 |                      |       |                             | Stadion: Frans Heesenstadion, Oss Toeschouwers: 2.500 Scheidsrechter: D'Onorio |
| Wedstrijd 1 21 mei 2011 14:30 |                      |       |                             | Stadion: Frans Heesenstadion, Oss Toeschouwers: 2.500 Scheidsrechter: D'Onorio |
|                               |                      |       |                             |                                                                                |

|                               |                                 |       |        |                                                                                       |
| Wedstrijd 2 28 mei 2011 14:30 | IJsselmeervogels                | 2 – 0 | FC Oss | Stadion: Sportpark De Westmaat, Spakenburg Toeschouwers: 3.000 Scheidsrechter: Jansen |
| Wedstrijd 2 28 mei 2011 14:30 | Keizer 47' (e.d.) Steinraht 80' |       |        | Stadion: Sportpark De Westmaat, Spakenburg Toeschouwers: 3.000 Scheidsrechter: Jansen |
| Wedstrijd 2 28 mei 2011 14:30 |                                 |       |        | Stadion: Sportpark De Westmaat, Spakenburg Toeschouwers: 3.000 Scheidsrechter: Jansen |
| Wedstrijd 2 28 mei 2011 14:30 |                                 |       |        | Stadion: Sportpark De Westmaat, Spakenburg Toeschouwers: 3.000 Scheidsrechter: Jansen |
|                               |                                 |       |        |                                                                                       |

Eredivisie

1960 · 1975 · 1987 · 1988
Eerste divisie

1973 · 1974 · 1975 · 1976 · 1977 · 1978 · 1979 · 1980 · 1981 · 1982 · 1983 · 1984 · 1985 · 1986 · 1987 · 1988 · 1989 · 1990 · 1991 · 1992 · 1993 · 1994 · 1995 · 1996 · 1997 · 1998 · 1999 · 2000 · 2001 · 2002 · 2003 · 2004 · 2005

Vanaf 2006 staan alle competities op 1 pagina.

2006 · 2007 · 2008 · 2009 · 2010 · 2011 · 2012 · 2013 · 2014 · 2015 · 2016 · 2017 · 2018 · 2019 · 2020 · 2021 · 2022 · 2023 · 2024